# Aurèle Amenda
Aurèle Florian Amenda (* 31. Juli 2003 in Biel/Bienne) ist ein Schweizer Fussballspieler. Er spielt als Innenverteidiger bei Eintracht Frankfurt.

## Karriere
Amenda wechselte 2014 im Alter von elf Jahren von Étoile Biel zum BSC Young Boys.
Im Dezember 2021 unterschrieb er seinen ersten Profivertrag, der ihn bis Juni 2025 an den Verein bindet. Ab Januar 2022 wurde er in die erste Mannschaft aufgenommen. Amenda galt zu diesem Zeitpunkt als eine der grössten Hoffnungen des Vereins und des Schweizer Fussballs.
Sein erstes Spiel als Profi bestritt er am 13. Februar 2022 in der Super League gegen den FC Basel. Er wurde eingewechselt, und sein Team gewann mit 3:1.
Amenda gewann seine ersten Titel, als er in der Saison 2022/23 mit YB Schweizer Meister 2023 und Schweizer Cupsieger 2023 wurde.
Im Sommer wechselte er zu Eintracht Frankfurt in die Bundesliga.